# Världsmästerskapen i rodel 2024
Världsmästerskapen i rodel 2024 hölls i Altenberg i Tyskland mellan den 26 och 28 januari 2024. Det var den 52:a upplagan av världsmästerskapen i rodel.

## Program
Det tävlades i nio grenar.
Alla tider är lokala (UTC+1).
| Datum      | Tid   | Grenar                         |
| ---------- | ----- | ------------------------------ |
| 26 januari | 08:30 | Herrarnas kval i dubbelsprint  |
| 26 januari | 09:30 | Damernas kval i sprint         |
| 26 januari | 10:45 | Herrarnas kval i sprint        |
| 26 januari | 12:00 | Damernas kval i dubbelsprint   |
| 26 januari | 13:00 | Herrarnas final i dubbelsprint |
| 26 januari | 13:55 | Damernas final i sprint        |
| 26 januari | 14:47 | Herrarnas final i sprint       |
| 26 januari | 15:40 | Damernas final i dubbelsprint  |
| 27 januari | 08:50 | Damernas dubbel, 1:a åket      |
| 27 januari | 09:55 | Damernas dubbel, 2:a åket      |
| 27 januari | 11:00 | Herrarnas dubbel, 1:a åket     |
| 27 januari | 12:45 | Herrarnas dubbel, 2:a åket     |
| 27 januari | 14:00 | Herrarnas singel, 1:a åket     |
| 27 januari | 15:15 | Herrarnas singel, 2:a åket     |
| 28 januari | 10:45 | Damernas singel, 1:a åket      |
| 28 januari | 12:20 | Damernas singel, 2:a åket      |
| 28 januari | 14:00 | Lagstafett                     |

## Medaljörer
| Gren                   | Guld                                                                                           | Guld     | Silver                                                                               | Silver   | Brons                                                                                          | Brons    |
| Herrarnas singel       | Max Langenhan Tyskland                                                                         | 1.47,813 | Nico Gleirscher Österrike                                                            | 1.48,574 | Felix Loch Tyskland                                                                            | 1.48,630 |
| Herrarnas dubbel       | Österrike Juri Gatt Riccardo Schöpf                                                            | 1.22,924 | Österrike Thomas Steu Wolfgang Kindl                                                 | 1.22,970 | Tyskland Tobias Wendl Tobias Arlt                                                              | 1.23,279 |
| Herrarnas sprint       | David Gleirscher Österrike                                                                     | 33,001   | Max Langenhan Tyskland                                                               | 33,071   | Kristers Aparjods Lettland                                                                     | 33,124   |
| Herrarnas dubbelsprint | Lettland Mārtiņš Bots Roberts Plūme                                                            | 27,863   | Österrike Thomas Steu Wolfgang Kindl                                                 | 27,895   | Österrike Juri Gatt Riccardo Schöpf                                                            | 27,973   |
| Damernas singel        | Lisa Schulte Österrike                                                                         | 1.43,901 | Julia Taubitz Tyskland                                                               | 1.44,005 | Madeleine Egle Österrike                                                                       | 1.44,076 |
| Damernas dubbel        | Österrike Selina Egle Lara Kipp                                                                | 1.24,761 | Lettland Anda Upīte Zane Kaluma                                                      | 1.24,811 | USA Chevonne Forgan Sophia Kirkby                                                              | 1.24,897 |
| Damernas sprint        | Julia Taubitz Tyskland                                                                         | 37,702   | Natalie Maag Schweiz                                                                 | 37,774   | Elīna Ieva Vītola Lettland                                                                     | 37,813   |
| Damernas dubbelsprint  | Italien Andrea Vötter Marion Oberhofer                                                         | 28,421   | Lettland Anda Upīte Zane Kaluma                                                      | 28,438   | Lettland Marta Robežniece Kitija Bogdanova                                                     | 28,467   |
| Lagstafett             | Tyskland Julia Taubitz Tobias Wendl Tobias Arlt Max Langenhan Dajana Eitberger Saskia Schirmer | 3.10,869 | USA Summer Britcher Dana Kellogg Frank Ike Tucker West Chevonne Forgan Sophia Kirkby | 3.11,227 | Lettland Elīna Ieva Vītola Mārtiņš Bots Roberts Plūme Kristers Aparjods Anda Upīte Zane Kaluma | 3.11,275 |

## Medaljtabell
*   Värdland ( Tyskland)
| Nr                  | Nation              | Guld | Silver | Brons | Totalt |
| ------------------- | ------------------- | ---- | ------ | ----- | ------ |
| 1                   | Österrike           | 4    | 3      | 2     | 9      |
| 2                   | Tyskland*           | 3    | 2      | 2     | 7      |
| 3                   | Lettland            | 1    | 2      | 4     | 7      |
| 4                   | Italien             | 1    | 0      | 0     | 1      |
| 5                   | USA                 | 0    | 1      | 1     | 2      |
| 6                   | Schweiz             | 0    | 1      | 0     | 1      |
| Totalt (6 nationer) | Totalt (6 nationer) | 9    | 9      | 9     | 27     |